# 2008 au Cambodge
Cet article présente les faits marquants de l'année 2008 au Cambodge.

## Évènements
- Février 2008 : dans le cadre du procès de Khieu Samphân mené par le tribunal spécial, l'avocat Jacques Vergès fait reporter le procès sur la base que l'acte d'accusation de seize mille pages est en anglais, alors qu'il devait aussi être traduit en français et en khmer. L'avocat se déclare « incapable de savoir ce que l'on reproche à [son] client ».
- Dimanche 30 mars 2008 : mort de Dith Pran ; il était le correspondant cambodgien du journaliste du New York Times et son histoire a inspiré le film britannique La Déchirure, sorti en 1984.
- Avril 2008 : le gouvernement décide l'interdiction de toute exportation de riz non décortiqué pendant deux mois. Depuis l'année dernière, la pénurie commençait à s'installer, malgré l'autosuffisance alimentaire du pays. Cette pénurie était due aux trop fortes exportations vers les pays voisins organisées par les grossistes cambodgiens qui vendaient ainsi le riz plus cher. Le gouvernement décide aussi de vendre une partie de ses stocks stratégiques à des prix préférentiels pour passer la soudure (mai-juillet).
- Mercredi 23 avril 2008 : dans le cadre du procès de Khieu Samphân, l'avocat Jacques Vergès est parti en colère du procès quand il a appris que non seulement les traductions demandées n'ont pas été faites mais qu'il avait été demandé à son client de changer d'avocat. Le tribunal délivre un avertissement à l'avocat mais la non traduction est un « vice de procédure ».
- Dimanche 27 juillet 2008 : élections législatives au Cambodge. Le Parti populaire cambodgien du premier ministre Hun Sen décroche 90 des 123 sièges en jeu. L'opposition conteste les résultats.